# Alpenus affinis
Alpenus affinis là một loài bướm đêm thuộc phân họ Arctiinae, họ Erebidae.